# Lilla Tvillingen
Lilla Tvillingen är en sjö i Fagersta kommun i Västmanland och ingår i Norrströms huvudavrinningsområde. Sjön är 2 meter djup, har en yta på 0,011 kvadratkilometer och är belägen 130 meter över havet.